# Filk

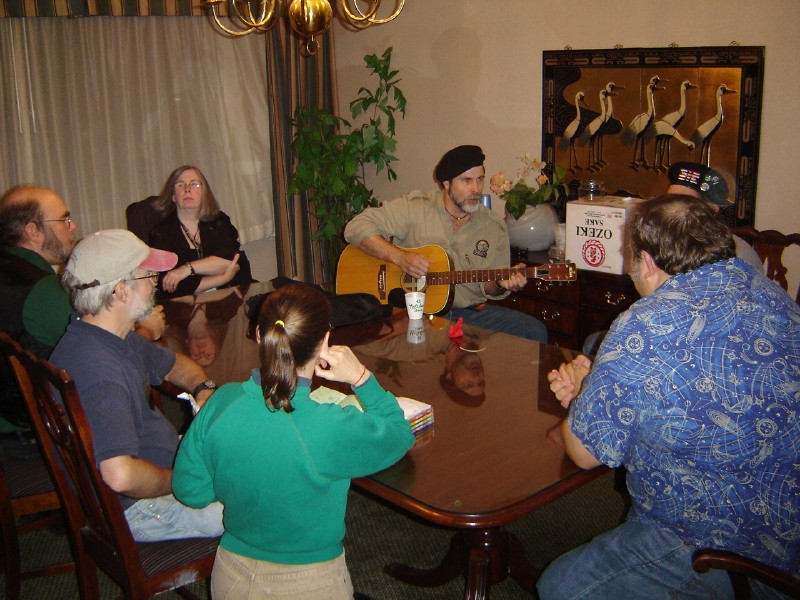
Filking lors de la convention ConClave XXX (2005)

Le filk est un genre musical lié à une communauté fandom, essentiellement de la science-fiction, de la fantasy ou de l'horreur et est un type de création de fan. Ses origines remontent aux années 1950, et se répandent surtout dans les années 1970. Étymologiquement, il s'agit d'une déformation du mot folk. Concrètement, ce style désigne le détournement de paroles sur des mélodies déjà écrites, dont les protest song folk. Le genre a une popularité essentiellement de niche mais très fidèle dans la culture underground.

## Histoire
Au début des années 1950, le terme musique filk (en anglais filk music) a été pour la première fois utilisé par erreur, comme une faute d’orthographe pour musique folk (folk music) dans un essai de Lee Jacobs, "L’influence de la science-fiction sur la musique moderne américaine Filk". Wrai Ballard, alors rédacteur en chef de la Spectator Amateur Press Society, a refusé de publier l’article par crainte que le contenu quelque peu obscène de celui-ci ne les mette dans une situation difficile avec le Post Office en vertu des lois Comstock, mais il a trouvé la typo elle-même amusante et l’a mentionnée à plusieurs reprises. Ainsi, la typo de Jacobs est devenue le terme qui a peu à peu été donné pour le genre/la sous-culture alors que c’était encore une activité informelle et non reconnue aux conventions. La première utilisation délibérée documentée de ce nom a été faite par Karen Anderson dans Die Zeitschrift für vollständigen Unsinn (Le journal pour des inepties) no 774 (juin 1953), pour une chanson écrite par son mari Poul Anderson.
Lors de la Convention mondiale sur la science-fiction de 1974, l’auteur Robert Asprin a annoncé publiquement la création d’un groupe de bénévoles qu’il a surnommé les Dorsai Irregulars et une séance de chant s’est déroulée plus tard dans la soirée. Dans les années 1970 et 1980, le filching s’est lentement imposé comme une activité reconnue lors des congrès de science-fiction. Certains organisateurs de congrès ont réservé des espaces pour les réceptions nocturnes dans les hôtels, ou bien ils ont fait des réservations dans les halls, les bars ou tout autre endroit que les filkers pouvaient trouver. Certains organisateurs de congrès ont commencé à inviter des personnalités dans les années 1980, spécialement pour leur pratique du filk. Certaines conventions spécialisées se sont concentrées entièrement sur le filk, à commencer par la FilkCon de Chicago en 1979, organisée par Margaret Middleton et Curt Clemmer, plus tard rejointe par BayFilk dans le nord de la Californie; l’Ohio Valley Filk Fest (en) (OVFF) à Columbus, en Ohio; ConChord à Los Angeles et à San Diego, Californie; GAFilk à Atlanta, en Géorgie; Musicon à Nashville, au Tennessee; FilKONtario près de Toronto, en Ontario; un filkcon britannique rotatif, et un (NEFilk) dans le nord-est des États-Unis; et le FilkCONtinental allemand.

## Source
- (en) Cet article est partiellement ou en totalité issu de l’article de Wikipédia en anglais intitulé « Filk music » (voir la liste des auteurs).